# TSUGARU
「TSUGARU」（ツガル）は、吉幾三が2019年（令和元年）に発表した楽曲である。同年の9月12日に音楽配信として先行配信され、10月30日にマキシシングルとして発売された。

## リリース
「TSUGARU」は、地元に帰らない子どもに、年老いた親が顔を見せるよう呼び掛けるという内容の歌詞となっており、全編通して津軽弁となっている。
後述のミュージック・ビデオが話題となり、当初は配信限定だったが、急遽CD化が決定した。配信盤とCD盤では、バージョンが異なっている。

## ミュージック・ビデオ
2019年9月12日にYouTubeにて、ミュージック・ビデオが投稿された。公開から2週間で200万再生を突破し、YouTubeのコメント欄に「何を言っているか分からない」と話題となった。当の吉本人も、YouTubeのコメント動画で「津軽に住んでる人でも年配の人しか分からない」と語っている。
2020年5月8日に、YouTubeにて新型コロナウイルス感染拡大防止による、外出自粛を呼びかける内容に津軽弁で歌詞を変更して公開された。

## 収録曲
| 全作詞・作曲・編曲: 吉幾三。 |                                 |        |            |      |
| #                            | タイトル                        | 作詞   | 作曲・編曲 | 時間 |
| 1.                           | 「TSUGARU」                     | 吉幾三 | 吉幾三     | 4:13 |
| 2.                           | 「TSUGARU」(オリジナルカラオケ) | 吉幾三 | 吉幾三     | 4:13 |
| 合計時間:                    | 合計時間:                       | 8:26   |            |      |

| 全作詞・作曲・編曲: 吉幾三。 |                                                          |        |            |      |
| #                            | タイトル                                                 | 作詞   | 作曲・編曲 | 時間 |
| 1.                           | 「TSUGARU ＜オリジナルバージョン＞」                     | 吉幾三 | 吉幾三     | 4:17 |
| 2.                           | 「TSUGARU ＜オリジナルバージョン＞」(オリジナルカラオケ) | 吉幾三 | 吉幾三     | 4:14 |
| 合計時間:                    | 合計時間:                                                | 8:31   |            |      |